# Каролински острови
Каролински острови (на английски: Caroline Islands) представляват голям архипелаг в западния Тихи океан, намиращи се на север от Папуа-Нова Гвинея и на изток от Филипините.
Поделени са между Федералните микронезийски щати и Палау.
Включват над 500 коралови атола, повечето от които са ниски и равнинни, но на някои от тях има и възвишения. Най-големият остров в архипелага е Яп, с население от около 7000 души.